# ماجد الغامدي
ماجد الغامدي (مواليد 1 أغسطس 2011) هو لاعب كرة قدم سعودي

## المسيرة الكروية
لا يوجد أي ناد يلعب به الآن لكن هنالك ارتباطات مع نادي حراء ونادي الوحدة وسيلعب اختبار الأداء مع الوحدة في محرم 1447 وإذا فشل سيلعب مع حراء